# Милан Охниско
Милан Охниско (чеш. Milan Ohnisko; рођен 1. јула 1965. у Брну, Чехословачка) је чешки песник и преводилац. После напуштања школе два разреда пре матурирања, радио је много послова. Имао је своју продавницу књига и издавачку кућу. Тренутно ради као слободни издавач.

## Дела
Охнискова поезија је мешавина наивне технике, којом користи игру речи са високо рационалном завршницом и неодекадентним смислом за трагедију и кихотовску мејнстрим борбу. Често користи комбинацију наиве, ироније, као и апсурдност.
- (2001)
- (2003)
- (2005)
- (+  и ) (2006)
- (2007)